# Tetrasauerstoffdifluorid
Tetrasauerstoffdifluorid ist eine anorganische chemische Verbindung des Sauerstoffs aus der Gruppe der Sauerstofffluoride. Sie besteht aus zwei über eine schwache OO-Bindung verbundenen O2F-Molekülhälften. Es ist das Dimer des O2F-Radikals.

## Gewinnung und Darstellung
Tetrasauerstoffdifluorid kann in zwei Schritten gewonnen werden. Im ersten Schritt werden hier photochemisch erzeugte Fluor-Atome mit Sauerstoff zur Reaktion gebracht, um Disauerstoffmonofluorid-Radikale zu erzeugen:
{\displaystyle \mathrm {2\ O_{2}+2\ F^{\cdot }\longrightarrow 2\ [O_{2}F]^{\cdot }} }
Die dann anschließend in einer Gleichgewichtsreaktion zu Tetrasauerstoffdifluorid dimerisieren, dies geschieht bei Temperaturen unterhalb von −175 °C:
{\displaystyle \mathrm {2\ [O_{2}F]^{\cdot }\rightleftharpoons O_{4}F_{2}} }
Parallel zersetzen sich die Disauerstoffmonofluorid-Radikale zu Disauerstoffdifluorid und Sauerstoff, wodurch sich das obige Gleichgewicht autonom auf die linke Seite verschiebt:
{\displaystyle \mathrm {2\ [O_{2}F]^{\cdot }\longrightarrow O_{2}+O_{2}F_{2}} }

## Eigenschaften
Tetrasauerstoffdifluorid ist als Feststoff dunkelrotbraun und besitzt einen Schmelzpunkt von −191 °C.
Es ist ein starkes Fluorierungs- und Oxidationsmittel, stärker noch als Disauerstoffdifluorid, so vermag es z. B. Ag(II) zu Ag(III), oder Au(III) zu Au(V) zu oxidieren. Dieser Prozess bringt die entsprechenden Fluorid-Anionen {\displaystyle {\ce {AgF4-}}} bzw. {\displaystyle {\ce {AuF6-}}} hervor. Mit unedleren Stoffen führt die Oxidation selbst bei niedrigsten Temperaturen zu einer Explosion, z. B. wird  elementarer Schwefel selbst bei −180 °C explosionsartig in Schwefelhexafluorid überführt.
Tetrasauerstoffdifluorid neigt ähnlich wie {\displaystyle {\ce {[O2F]^{*}}}} oder {\displaystyle {\ce {O2F2}}} dazu, mit Fluoridion-Akzeptoren wie Bortrifluorid ({\displaystyle {\ce {BF3}}}) zu Salzen mit dem Oxygenyl-Ion ({\displaystyle {\ce {O2^+}}}) zu reagieren. Im Falle von {\displaystyle {\ce {BF3}}}führt das zur Bildung von {\displaystyle {\ce {O2+BF4-}}}nach der Reaktionsgleichung:
{\displaystyle {\ce {O4F2 + 2BF3 -> 2O2+BF4-}}}
Auch mit Arsenpentafluorid zeigt sich dieses Verhalten, hier führt es zu {\displaystyle {\ce {O2+AsF6-}}}.